# یواس‌اس دکاب کانتی (ال‌اس‌تی-۷۱۵)
یواس‌اس دکاب کانتی (ال‌اس‌تی-۷۱۵) (به انگلیسی: USS DeKalb County (LST-715)) یک کشتی بود که طول آن ۳۲۸ فوت (۱۰۰ متر) بود. این کشتی در سال ۱۹۴۴ ساخته شد.